# Skam NL
Skam NL é uma série de televisão neerlandesa de drama adolescente, adaptada da série norueguesa Skam. A primeira prévia da série foi publicada em 10 de setembro de 2018 pela NPO3.
Em novembro de 2018, a série foi renovada para uma segunda temporada prevista para 2019.
Em 27 de setembro de 2019, a série foi cancelada após duas temporadas.

## Conceito
Assim como a versão original, a série retrata a vida cotidiana de adolescentes do Colégio St-Gregorius em Utrecht, acompanhando seus problemas, escândalos e a rotina do dia. 
Durante a semana, diferentes cenas do episódio seguinte são publicadas na internet, em tempo real, assim como as mensagens de texto trocadas entre as personagens da série. O episódio completo estreia todo final de semana e é uma copilação das prévias da semana.
O personagem principal muda em cada temporada - a primeira temporada será centrada em Isa (Suus de Nies). 

## Elenco e personagens
- Suus de Nies como Isa Keijser
- Zoë Love Smith como Liv Reijners
- Sara Awin como Imaan
- Bo van Borssum Waalkes como Engel Beekman
- Sara Calmeijer Meijburg como Janna
- Reiky de Valk como Kes de Beus
- Florian Regtien como Lucas van der Heijden
- Noah Canales como Jayden
- Hadjja Fatmata como Olívia
- Monk Dagelet como Noah
- Silver van Sprundel como Gijs Hartveld

## Episódios

### Resumo
| Temporada | Temporada | Episódios | Exibição original      | Exibição original      |
| Temporada | Temporada | Episódios | Estreia da temporada   | Final da temporada     |
| --------- | --------- | --------- | ---------------------- | ---------------------- |
|           | 1         | 11        | 10 de setembro de 2018 | 24 de novembro de 2018 |
|           | 2         | 10        | 18 de março de 2019    | 4 de junho de 2019     |

### 1.ª Temporada
A primeira temporada tem como foco Isa Keijser, outros personagens regulares são suas amigas Liv, Engel, Imaan e Janna.  A história gira em torno de Isa, uma menina que acabar de entrar no ensino médio e seu difícil relacionamento com Kes Senova.
| Número | Título          | Duração | Estreia                |
| ------ | --------------- | ------- | ---------------------- |
| 1      | "Aflevering 1"  | 19 min  | 16 de setembro de 2018 |
| 2      | "Aflevering 2"  | 22 min  | 23 de setembro de 2018 |
| 3      | "Aflevering 3"  | 15 min  | 30 de setembro de 2018 |
| 4      | "Aflevering 4"  | 18 min  | 7 de outubro de 2018   |
| 5      | "Aflevering 5"  | 17 min  | 14 de outubro de 2018  |
| 6      | "Aflevering 6"  | 19 min  | 21 de outubro de 2018  |
| 7      | "Aflevering 7"  | 19 min  | 28 de outubro de 2018  |
| 8      | "Aflevering 8"  | 17 min  | 4 de novembro de 2018  |
| 9      | "Aflevering 9"  | 17 min  | 11 de novembro de 2018 |
| 10     | "Aflevering 10" | 20 min  | 18 de novembro de 2018 |
| 11     | "Aflevering 11" | 21 min  | 24 de novembro de 2018 |

### 2.ª Temporada
A segunda temporada tem como personagem principal de Liv Reijners. A temporada acompanhará o seu relacionamento com Noah Boom.
| Número | Título          | Duração | Estreia             |
| ------ | --------------- | ------- | ------------------- |
| 1      | "Aflevering 1"  | 17 min  | 26 de março de 2019 |
| 2      | "Aflevering 2"  | 15 min  | 2 de abril de 2019  |
| 3      | "Aflevering 3"  | 20 min  | 9 de abril de 2019  |
| 4      | "Aflevering 4"  | 15 min  | 16 de abril de 2019 |
| 5      | "Aflevering 5"  | 19 min  | 23 de abril de 2019 |
| 6      | "Aflevering 6"  | 17 min  | 7 de maio de 2019   |
| 7      | "Aflevering 7"  | 23 min  | 14 de maio de 2019  |
| 8      | "Aflevering 8"  | 23 min  | 21 de maio de 2019  |
| 9      | "Aflevering 9"  | 21 min  | 28 de maio de 2019  |
| 10     | "Aflevering 10" | 22 min  | 4 de junho de 2019  |